# Richard William George Dennis
Richard William George Dennis (Thornbury, 13 luglio 1910 – 7 giugno 2003) è stato un botanico e micologo britannico.
Nel 1919 frequentò la Thornbury Grammar School e nel 1927 iniziò a frequentare la Bristol University, dove studiò geologia e botanica. Nel 1930 ottenne un posto nel Plant Husbandry Department of the West of Scotland Agricultural College a Glasgow, dove studiò le malattie dei cereali, ricerca che fu poi oggetto del suo PhD presso l'Università di Glasgow nel 1934.
Nel 1939, Dennis ottenne un posto come assistente fitopatologo al Dipartimento di Agricoltura ad Edimburgo. Nel 1944 tornò in Inghilterra e divenne assistente di Elsie Maud Wakefield, illustre micologa del Royal Botanic Gardens, Kew, a cui successe nel 1951. 
Nel 1962, descrisse Golfballia ambusta. La specie bufala fu descritta da una raccolta di palle da golf bruciate e, secondo il Codice internazionale per la nomenclatura delle alghe, funghi e piante, è una specie descritta validamente. È stata descritta come il "momento Dada" della micologia.
Rimase a Kew finché non andò in pensione nel 1975.

## Pubblicazioni
- Ainsworth, G.C.; Dennis, R.W.G.; English, M.P.; Ingold, C.T.; Mason, E.W. (1946). Foray Report, 1945. Transactions of the British Mycological Society 29 (1-2): 97-98.
- Bisby, G.R.; Dennis, R.W.G. (1952). Notes on British Hysteriales. Transactions of the British Mycological Society 35: 304-307, 1 fig.
- Brodie, H.J.; Dennis, R.W.G. (1954). The Nidulariaceae of the West Indies. Transactions of the British Mycological Society 37 (2): 151-160, 2 figs.
- Dennis, R.W.G. (1946). Notes on some British fungi ascribed to Phoma and related genera. Transactions of the British Mycological Society 29: 11-42, 3 pls, 3 figs.
- Dennis, R.W.G. (1948). Distribution patterns in European Basidiomycetes with reference to some British species. Nature London 161: 1015-1016, 2 maps.
- Dennis, R.W.G. (1948). Higher fungi of Wester Ross. Transactions of the Botanical Society of Edinburgh 34: 397-401.
- Dennis, R.W.G. (1948). Some little-known British species of Agaricaceae. I. Leucosporae and Rhodosporae. Transactions of the British Mycological Society 31: 191-209, 5 figs.
- Dennis, R.W.G. (1949). Cryptogamia – Fungi. In: Additions to the wild fauna and flora of the Royal Botanic Gardens, Kew: xxi. Kew Bulletin 1949: 237-238.
- Dennis, R.W.G. (1949). Some agaric drawings at Kew, named by E.M. Fries. Kew Bulletin 1949: 557-560.
- Dennis, R.W.G. (1949). A revision of the British Hyaloscyphaceae, with notes on related European species. Mycological Papers 32: 1-97, 104 figs.
- Dennis, R.W.G. (1950). A new rust from Australia. Kew Bulletin 1950: 26.
- Dennis, R.W.G. (1950). Preliminary report on collections of the larger fungi made … in Trinidad, BWI, during the autumn, 1949. Kew Bulletin 1950: 165-169.
- Dennis, R.W.G. (1950). New fungi. Kew Bulletin 1950 (2): 170.
- Dennis, R.W.G. (1950). Karsten's species of Mollisia. Kew Bulletin 1950: 171-178, 8 figs.
- Dennis, R.W.G. (1950). Lentinus in Trinidad, B.W.I. Kew Bulletin 1950: 321-333, 8 figs.
- Dennis, R.W.G. (1950). An earlier name for Omphalia flavida Maubl. & Rangel. Kew Bulletin 1950: 434.
- Dennis, R.W.G. (1951). Berkeley's Marasmii from tropical America. Kew Bulletin 1951: 153-163, 17 figs.
- Dennis, R.W.G. (1951). Murrill's West Indian marasmii. Kew Bulletin 1951: 196-210, 28 figs.
- Dennis, R.W.G. (1951). Notes on Scottish fungi. Transactions and Proceedings of the Botanical Society of Edinburgh 35: 427-430.
- Dennis, R.W.G. (1951). Some Agaricaceae of Trinidad and Venezuela. Leucosporae. Part I. Transactions of the British Mycological Society 34: 411-482, 5 col. pls, 61 figs, 2 maps.
- Dennis, R.W.G. (1952). The genus Trogia Fr. in India. Indian Phytopathology 4: 119-122, 2 figs.
- Dennis, R.W.G. (1951, publ. 1952). Some tropical American Agaricaceae referred by Berkeley and Montagne to Marasmius, Collybia or Heliomyces. Kew Bulletin 1951: 387-410, 40 figs.
- Dennis, R.W.G. (1952). Some fungi erroneously assigned by Persoon to the Discomycetes. Kew Bulletin 1952 (3): 301-302.
- Dennis, R.W.G. (1952). An Unguiculella on a Meliola. Kew Bulletin 1952 (3): 324.
- Dennis, R.W.G. (1952). The Laschia complex in Trinidad and Venezuela. Kew Bulletin 1952 (3): 325-332, 6 figs.
- Dennis, R.W.G. (1952). The author of Inocybe geophylla var. lateritia. Kew Bulletin 1952 (3): 437-438.
- Dennis, R.W.G. (1952). Lepiota and allied genera in Trinidad, British West Indies. Kew Bulletin 1952: 459-499, 42 figs.
- Dennis, R.W.G. (1952). Coprinus auricomus Pat. in England. Kew Bulletin 1952 (4): 548.
- Dennis, R.W.G. (1952). A contribution towards a fungus flora of the small isles of Inverness. Transactions and Proceedings of the Botanical Society of Edinburgh 36: 58-70, 5 figs.
- Dennis, R.W.G. (1953). Les Agaricales de l'Île de la Trinité: Rhodosporae-Ochrosporae. Bulletin Trimestriel de la Société Mycologique de France 69 (2): 145-198, 3 col. pls, 9 figs.
- Dennis, R.W.G. (1953). Some pleurotoid fungi from the West Indies. Kew Bulletin 1953 (1): 31-45, 19 figs.
- Dennis, R.W.G. (1953). New species of Dictyonia and Coccomyces. Kew Bulletin 1953 (1): 49-50, 2 figs.
- Dennis, R.W.G. (1953). Some West Indian collections referred to Hygrophorus Fr. Kew Bulletin 1953 (2): 253-268, 12 figs.
- Dennis, R.W.G. (1953). Hyaloscypha quercina Vel. in England. Kew Bulletin 1953 (2): 295-296, 1 fig.
- Dennis, R.W.G. (1953). Some West Indian Gasteromycetes. Kew Bulletin 1953 (3): 307-328, 21 figs.
- Dennis, R.W.G. (1954). Operculate Discomycetes from Trinidad and Jamaica. Kew Bulletin 3: 417-421, 1 fig.
- Dennis, R.W.G. (1954). Some inoperculate Discomycetes of tropical America. Kew Bulletin 1954 (2): 289-348, 56 figs.
- Dennis, R.W.G. (1954). Chloroscypha Seaver in Britain. Kew Bulletin 1954 (3-4): 410.
- Dennis, R.W.G. (1954). A forgotten British fungus. Kew Bulletin 1954 (3): 423-425.
- Dennis, R.W.G. (1954). Heimiomyces in the old world tropics. Kew Bulletin 1954 (3): 442.
- Dennis, R.W.G. (1955). The status of Clathrus in England. Kew Bulletin 1955 (1): 101-106, 1 map.
- Dennis, R.W.G. (1955). New or interesting Queensland Agaricales. Kew Bulletin 1955 (1): 107-110, 2 figs.
- Dennis, R.W.G. (1955). The larger fungi in the north-west highlands of Scotland. Kew Bulletin 1955 (1): 111-126, 2 figs.
- Dennis, R.W.G. (1955). An overlooked species of Unguiculella. Kew Bulletin 1955 (1): 134, 1 fig.
- Dennis, R.W.G. (1955). A minute discomycete on larch twigs. Kew Bulletin 1955 (1): 139, 1 fig.
- Dennis, R.W.G. (1955). A British station for Hysteropezizella valvata. Kew Bulletin 1955 (1): 142, 1 fig.
- Dennis, R.W.G. (1955). Two proposed new genera of Helotiales. Kew Bulletin 1955 (3): 359-362, 2 figs.
- Dennis, R.W.G. (1955). Fungi from Sierra Leone: Pezizales and Helotiales. Kew Bulletin 1955 (3): 363-368, 6 figs.
- Dennis, R.W.G. (1955). A note on the spiny-spored species of Lamprospora. Kew Bulletin 1955 (4): 571-572, 1 fig.
- Dennis, R.W.G. (1955). Ascomycetes from Tristan da Cunha. Results Norweg. Exped. Tristan da Cunha, 1937-38 36: 1-10, 2 figs.
- Dennis, R.W.G. (1955, publ. 1956). Two species of Helotiaceae with gelatinised surface tissues. Kew Bulletin 1955 (4): 567-569, 1 fig.
- Dennis, R.W.G. (1955, publ. 1956). A note on the spiny-spored species of Lamprospora. Kew Bulletin 1955: 571-572.
- Dennis, R.W.G. (1956). A revision of the British Helotiaceae in the Herbarium of the Royal Botanic Gardens, Kew, with notes on related European species. Mycological Papers 62: 1-216, 1 pl., 179 figs.
- Dennis, R.W.G. (1956). A Taphrina on ferns in Scotland. Notes from the Royal Botanic Garden Edinb. 22: 130.
- Dennis, R.W.G. (1957). New or interesting Australian discomycetes. Kew Bulletin 12: 397-398.
- Dennis, R.W.G. (1956, publ. 1957). Some xylarias of tropical America. Kew Bulletin 1956 (3): 401-444, 46 figs.
- Dennis, R.W.G. (1957). Further notes on tropical American Xylariaceae. Kew Bulletin 1957 (2): 297-232, 17 figs.
- Dennis, R.W.G. (1958). Xylaria versus Hypoxylon and Xylosphaera. Kew Bulletin 13 (1): 101-106.
- Dennis, R.W.G. (1958). Fungi Venezuelani: I. Exobasidium Woronin. Kew Bulletin 13: 402-403.
- Dennis, R.W.G. (1957, publ. 1958). New British fungi. Kew Bulletin 1957: 399-404.
- Dennis, R.W.G. (1958). Some Xylosphaeras of tropical Africa. Revista de Biologia Lisbõa 1 (3-4): 175-208.
- Dennis, R.W.G. (1958, publ. 1959). Critical notes on some Australian Helotiales and Ostropales. Kew Bulletin 13 (2): 321-358.
- Dennis, R.W.G. (1959). The genus Zoellneria Velenovsky. Kew Bulletin 13: 398-399.
- Dennis, R.W.G. (1959). Bolivian Helotiales collected by Dr. R. Singer. Kew Bulletin 13: 458-467.
- Dennis, R.W.G. (1960). British Cup Fungi and their Allies. 280 pp. London; Ray Society.
- Dennis, R.W.G. (1960). Fungi Venezuelani: III [Continued from Kew Bull. 14, 60 (1960)]. Kew Bulletin 14 (3): 418-458.
- Dennis, R.W.G. (1960). Cryptogamic botany. In: A discussion on the biology of the southern cold temperate zone. Proceedings of the Royal Soc. Series B 152 (949): 539-540.
- Dennis, R.W.G. (1961). Xylarioideae and Thamnomycetoideae of Congo. Bulletin du Jardin Botanique de l'État à Bruxelles 31: 109-154.
- Dennis, R.W.G. (1960, publ. 1961). Fungi Venezuelani: IV Agaricales. Kew Bulletin 15 (1): 67-156, 136 figs.
- Dennis, R.W.G. (1962). New or interesting British Helotiales. Kew Bulletin 16 (2): 317-327, 12 figs.
- Dennis, R.W.G. (1962). A re-assessment of Belonidium Mont. & Dur. Persoonia 2 (2): 171-191, 5 figs.
- Dennis, R.W.G. (1963). Hypoxyloideae of Congo. Bulletin du Jardin Botanique de l'État à Bruxelles 33 (3): 317-343, 14 figs.
- Dennis, R.W.G. (1963). A redisposition of some fungi ascribed to the Hyaloscyphaceae. Kew Bulletin 17 (2): 319-379, 77 figs.
- Dennis, R.W.G. (1964). Further records of Congo Xylariaceae. Bulletin du Jardin Botanique de l'État à Bruxelles 34 (2): 231-241, 4 figs.
- Dennis, R.W.G. (1964). The fungi of the Isle of Rhum. Kew Bulletin 19 (1): 77-127, 21 figs.
- Dennis, R.W.G. (1964). Remarks on the genus Hymenoscyphus S.F. Gray, with observations on sundry species referred by Saccardo and others to the genera Helotium, Pezizella or Phialea. Persoonia 3 (1): 29-80, 57 figs.
- Dennis, R.W.G. (1965). Fungi Venezuelani: VII. Kew Bulletin 19 (2): 231-273, 2 figs.
- Dennis, R.W.G. (1968). British Ascomycetes. Edn 2. Liechtenstein, Vaduz; J. Cramer.
- Dennis, R.W.G. (1968). Fungi from South Georgia. Kew Bulletin 22 (3): 445-448.
- Dennis, R.W.G. (1969). Two new British discomycetes with smooth spherical ascospores. Kew Bulletin 23: 479-481.
- Dennis, R.W.G. (1970). Fungus flora of Venezuela and adjacent countries. Kew Bulletin Additional Series 3: i-xxxiv, 531 pp., 15 colour plates, 9 figs.
- Dennis, R.W.G. (1971). New or interesting British microfungi. Kew Bulletin 25 (2): 335-374.
- Dennis, R.W.G. (1972). Fungi of the Northern Isles. Kew Bulletin 26: 427-432.
- Dennis, R.W.G. (1972). Niptera Fr. versus Belonopsis Rehm. Kew Bulletin 26: 439-443.
- Dennis, R.W.G. (1972). Some forgotten names among the British Helotiales. Kew Bulletin 26: 469-476.
- Dennis, R.W.G. (1973). The fungi of southeast England. Kew Bulletin 28: 133-139.
- Dennis, R.W.G. (1974). New or interesting British microfungi. II. Kew Bulletin 29 (1): 157-179.
- Dennis, R.W.G. (1975). New or interesting British microfungi. III. Kew Bulletin 30 (2): 345-365.
- Dennis, R.W.G. (1975). Fungi of the Long Island with Coll and Tiree. Kew Bulletin 30: 609-646.
- Dennis, R.W.G. (1978). British Ascomycetes. Edn 3. 1-585. Liechtenstein, Vaduz; J. Cramer.
- Dennis, R.W.G. (1979). Fungi of the Long island. Supplement. The Barra Isles. Kew Bulletin 33: 485-489.
- Dennis, R.W.G. (1979). The identity of Xylobotryum caespitosum (Phillips) A.L. Smith. Sydowia Beihefte 8: 152-155.
- Dennis, R.W.G. (1980). Fungi of Colonsay and Oronsay. Kew Bulletin 34: 621-628.
- Dennis, R.W.G. (1980). Microfungi of St. Kilda. Kew Bulletin 34: 741-744.
- Dennis, R.W.G. (1980). New or critical fungi from the Highlands and Islands. Kew Bulletin 35: 343-361.
- Dennis, R.W.G. (1981). British Ascomycetes. Addenda and Corrigenda. 40 pp. Vaduz; J. Cramer.
- Dennis, R.W.G. (1982). The name for the type species of Propolomyces Sherwood. Kew Bulletin 36: 683-685.
- Dennis, R.W.G. (1983). Typification of Peziza (Ascomycetes: Pezizales). Kew Bulletin 37: 643-652.
- Dennis, R.W.G. (1983). Fungi of Ammophila arenaria in Europe. Revista de Biologia 12: 15-48.
- Dennis, R.W.G. (1986). Fungi of the Hebrides. 383 pp. Kew; HMSO.
- Dennis, R.W.G. (1986). Two minute species of Clavariaceae on Molinia in the West Highlands. Transactions of the Botanical Society of Edinburgh 150th anniversary supplement. 87-89.
- Dennis, R.W.G. (1988). A new genus for Sphaeria bacillata Cooke. Belarra 2 (no. 4): 25-26.
- Dennis, R.W.G. (1988). Melanotaenium majus, an apparently overlooked African smut. Transactions of the British Mycological Society 90 (3): 471-472.
- Dennis, R.W.G. (1989). Two problematical unrecorded fungal diseases of British grass. Kew Bulletin 44 (3): 489-495.
- Dennis, R.W.G. (1989). Two little known monotypic genera of ascomycetes in Italy. Micologia e Vegetazione Mediterranea 4 (2): 13-20, 77-80.
- Dennis, R.W.G. (1988, publ. 1989). Some overlooked fungi on British Cyperaceae. Transactions of the Botanical Society of Edinburgh 45 (3): 213-216.
- Dennis, R.W.G. (1990). Fungi of the Hebrides: supplement. Kew Bulletin 45 (2): 287-301.
- Dennis, R.W.G. (1993). Pelargonium rust in England. Mycologist 7 (3): 150-151.
- Dennis, R.W.G. (1994). Plumier's ‘Discomycetes’. Mycotaxon 51: 237-239.
- Dennis, R.W.G. (1995). Fungi of south east England. Fungi of South East England. 295 pp.
- Dennis, R.W.G.; Ellis, E.A. (1956). The ergot on Eleocharis in Norfolk. Transactions of the Norfolk & Norwich Naturalists' Society 18 (3): 18-20, 1 fig.
- Dennis, R.W.G.; Ellis, M.B. (1952). Capnodium footii and Strigula babingtonii. Transactions of the British Mycological Society 35: 196-200, 1 fig.
- Dennis, R.W.G.; Ellis, M.B. (1953). Chaetothyrium babingtonii (Berk.) Keissler. Transactions of the British Mycological Society 36 (2): 162.
- Dennis, R.W.G.; Foister, C.E. (1942). List of diseases of economic plants recorded in Scotland. Transactions of the British Mycological Society 25 (3): 266-306.
- Dennis, R.W.G.; Gamundí, I.J. (1969). The status of Ascotremella Seaver (Fungi – Helotiales). Darwiniana 15 (1-2): 14-21.
- Dennis, R.W.G.; Gray, E.G. (1954). A first list of the fungi of Zetland (Shetland). Transactions and Proceedings of the Botanical Society of Edinburgh 36 (3): 214-223.
- Dennis, R.W.G.; Hassell, F.C. (1955). Some interesting Irish fungi. Irish Nat. J. 11: 334-336.
- Dennis, R.W.G.; Hubbard, C.E. (1962). A new British smut. Kew Bulletin 15 (3): 379.
- Dennis, R.W.G.; Itzerott, H. (1973). Octospora and Inermisia in Western Europe. Kew Bulletin 28 (1): 5-23.
- Dennis, R.W.G.; Reid, D.A. (1956). October fungi in Portugal. Rev. Biol. Lisbõa 1 (1): 21-27, 1 fig.
- Dennis, R.W.G.; Reid, D.A. (1957). Some marasmioid fungi allegedly parasitic on leaves and twigs in the tropics. Kew Bulletin 1957 (2): 287-292, 7 figs.
- Dennis, R.W.G.; Reid, D.A.; Spooner, B.M. (1977). The fungi of the Azores. Kew Bulletin 32 (1): 85-136.
- Dennis, R.W.G.; Sandwith, N.Y. (1953, publ. 1954). The alleged rust on Ajuga reptans. Kew Bulletin 1953 (4): 564.
- Dennis, R.W.G.; Sandwith, N.Y. (1954). The Aecidium reported by Cooke on Poterium sanguisorba. Kew Bulletin 1954 (3): 422.
- Dennis, R.W.G.; Spooner, B.M. (1992). The fungi of North Hoy, Orkney – I. Persoonia 14 (4): 493-507.
- Dennis, R.W.G.; Spooner, B.M. (1993). The fungi of North Hoy, Orkney – II. Persoonia 15 (2): 169-177.
- Dennis, R.W.G.; Wakefield, E.M. (1946). New or interesting British fungi. Transactions of the British Mycological Society 29: 141-166, 26 figs.
- Dennis, R.W.G.; Wakefield, E.M.; Bisby, G.R. (1954). The nomenclature of Armillaria, Hypholoma and Entoloma. Transactions of the British Mycological Society 37 (1): 33-37.
- Dennis, R.W.G.; Watling, R. (1983). Fungi in the inner Hebrides. Proceedings of the Royal Society of Edinburgh 83 (B): 415-429.
- Gamundí, I.J.; Dennis, R.W.G. (1969). The status of Ascotremella Seaver (Fungi – Helotiales). Darwiniana 15: 14-21.
- Müller, E.; Dennis, R.W.G. (1965). Fungi Venezuelani. VIII. Plectascales, Sphaeriales, Loculoascomycetes. Kew Bulletin 19 (3): 357-386, 15 figs.
- Pearson, A.A.; Dennis, R.W.G. (1948). Revised list of British agarics and boleti. Transactions of the British Mycological Society 31: 145-190.
- Spooner, B.M.; Dennis, R.W.G. (1985). New or interesting ascomycetes from the highlands and islands. Sydowia 38: 294-316.
- Spooner, B.M.; Dennis, R.W.G. (1985, publ. 1986). New or interesting ascomycetes from the Highlands and Islands. Sydowia 38: 294-316.
- Wakefield, E.M.; Dennis, R.W.G. (1950). Common British Fungi. 400 pp., 11 col. pls, 6 figs. UK, London.